# Zwarte dwergtonijn
De Zwarte dwergtonijn (Euthynnus lineatus) is een straalvinnige vis uit de familie van makrelen (Scombridae), orde van baarsachtigen (Perciformes). De vis kan maximaal 84 centimeter lang en 9120 gram zwaar worden.

## Leefomgeving
De Zwarte dwergtonijn is een zoutwatervis. De soort komt voor in tropische wateren in het oosten van de Grote Oceaan, op een diepte tot 40 meter.

## Relatie tot de mens
De Zwarte dwergtonijn is voor de visserij van beperkt commercieel belang. In de hengelsport wordt er weinig op de vis gejaagd.